# Халлунген
Халлунген (нем. Hallungen) — община в Германии, в земле Тюрингия. 
Входит в состав района Вартбург. Подчиняется управлению Мила.  Население составляет 228 человек (на 31 декабря 2010 года). Занимает площадь 3,93 км².